# ویرن
ویرن (به آلمانی: Wieren) یک منطقهٔ مسکونی در آلمان است که در ورشتدت واقع شده‌است. ویرن ۲٬۴۵۸ نفر جمعیت دارد.